# Dichtung und Wahrheit (Zeitschrift)
Dichtung und Wahrheit war eine deutschsprachige anarchistische Zeitschrift für Information und Diskussion, erschienen von 1990 bis 1999 mit insgesamt 83 Ausgaben.

## Selbstverständnis
Inhaltlich vertrat Dichtung und Wahrheit („DiWa“) eine Position der Autonomen und anarchistischen Gruppen mit der Zielsetzung, eine Realisierung der Selbstbestimmung für alle Menschen in allen Bereichen des Lebens zu verwirklichen (Nr. 25, S. 2). Der Untertitel lautete: „Mainzer Fachblatt für experimentelle Zusammenarbeit“. Herausgeber waren verschiedene Gruppen und Organisationen, unter anderem die „Anti-Apartheidsbewegung“, „Deutsche Friedensgesellschaft/Vereinigte KriegsdienstgegnerInnen Mainz“ (DFG-VK), „Anarchistische Assoziation Rhizom“ und „Radio Quer“. Die Redaktion lag in den Händen von circa 30 Mitarbeitern und die Zeitschrift war kostenlos zu erhalten. DiWa finanzierte sich über Anzeigen von alternativen Projekten und Spenden.
Dichtung und Wahrheit sah sich als Plattform und Sprachrohr für verschiedene politisch linksorientierte Gruppen, Personen und Organisationen, welche sich mit dem individuellen und gesellschaftlichen Leben auseinandersetzen wollten und eine Veränderung „von unten“ auf sozialer und kultureller Ebene anstrebten. Veröffentlicht wurden Analysen, Meinungen und Berichte aus Politik und Kultur. Die Redaktion war der Meinung, dass diese linksgerichteten Informationen oft in der „bürgerlichen Presse“ zensiert, nicht veröffentlicht oder einfach ignoriert wurden. „Die Vertretung unserer Interessen“ (Nr. 18) sollte nicht den Parlamenten, etablierten Parteien, Gewerkschaften und anderen Großverbänden überlassen bleiben. Die Zeitschrift trat für eine herrschaftslose Gesellschaft ein, für die Abschaffung des Patriarchats, gegen die imperialistische Unterdrückung und Ausbeutung der Dritten Welt sowie für die Entmilitarisierung der Gesellschaft.
Die Nr. 19 brachte eine Beilage Tschernobyl ist überall, herausgegeben von der Graswurzelrevolution. Aufgrund von Berichten in der Nr. 15 (1992) und Nr. 23 (1993) über Neonazismus wurde Anzeige erstattet wegen „Beleidigung“.
In der letzten Ausgabe, Nr. 83 (1999), wurde die Einstellung von DiWa aus finanziellen Gründen bekannt gegeben: „Das allzuoft fehlende Geld hat die ehedem sogar mal 32-seitige Ausgabe nach und nach zur 20-Seiten-Postille werden lassen und letztlich den Tod verursacht“. (S. 2).